# Mirełe Efros
Mirełe Efros lub Mirele Efros (jid. ‏מירעלע אפֿרת‎) – żydowski niemy film fabularny z 1912, oparty na sztuce Jakuba Gordina; trwał 40 minut, miał długość 1030 m, składał się z czterech aktów.
Nie ma pewności co do osoby reżysera filmu: niektóre źródła podają Kazimierza Kamińskiego (choć brak informacji o jego związkach z kinem żydowskim), inne zaś – Andrzeja Marka (Marka Arnsztejna), którego po zwolnieniu zastąpił Abraham Izaak Kamiński. Autorem zdjęć był Stanisław Sebel, a dekoracji – Izydor Lewenhardt.
Zdjęcia do filmu – zarówno plenerowe, jak i „we wnętrzach” – zostały zrealizowane na jednym z podwórek niedaleko teatru przy ulicy Oboźnej w Warszawie.
Film wyprodukował Kantor Zjednoczonych Kinematografów Siła. Premiera odbyła się 9 października 1912 roku. 
Film nie zachował się do dziś.

## Fabuła
Centralną postacią filmu jest tytułowa Mirele Efros, dumna i szanowana przez otoczenie wdowa. Jeden z jej dwu synów, Josef, żeni się z Szajndlą, egoistyczną chłopką, zawistną i zarozumiałą, która chciałaby pozbawić teściową majątku i wypędzić ją z domu. Konflikt między kobietami trwa kilkanaście lat, co wynika także z uległej postawy Josefa wobec żony.
Jakub Gordin stworzył dwa zakończenia swej sztuki: w jednym wariancie Mirele pozostaje do końca nieugięta, w drugim zaś dochodzi do pojednania całej rodziny w dniu bar micwy Szlojmele, ukochanego wnuka Mirele (to drugie zakończenie grane jest częściej). Nie wiadomo jednak, jak kończył się film, ponieważ żadna jego kopia się nie zachowała.

## Obsada
W filmie wystąpili znani aktorzy teatrów żydowskich, w tym członkowie rodziny Kamińskich.
- Ester Rachel Kamińska – jako Mirełe Efros
- Rudolf Zasławski – jako Josef (Josele), syn Mirełe
- Dawid Lui – jako Danilo, syn Mirele
- Ida Kamińska – jako Szlojmele, wnuk Mirełe
- Herman Wajsman – jako Nuchemce
- Sonia Ejdelman – jako Szajndla, córka Nuchemce, żona Josefa
- Jakub Libert – jako Szalmen
- Tania Tajtelbaum – jako Tania (?)
- Regina Kamińska
- Sonia Tajtelbaum
- Juliusz Adler
- Abraham Izaak Kamiński